# 阿里旺旺
阿里旺旺，简称旺旺，是阿里巴巴集团推出的即时通讯软件，主要是为了促进淘宝网、天猫商城上交易各方沟通。在一定前提下可提供找客户，发布、管理商业信息等功能。至2014年是中国最大的电子商务通讯软件之一。刚开始有买家版、卖家版两个版本，2013年卖家版改为千牛。手机版阿里旺旺称为旺信。

## 历史
2003年11月，阿里巴巴推出了面向企业的商务即时通讯软件“贸易通”，这是中国第一款商务领域的即时通讯软件，这是阿里旺旺的前身。淘宝网创建后，“淘宝旺旺”作为其旗下聊天软件也推出。2007年3月，阿里巴巴集团架构调整，两款软件被合并为阿里旺旺。到2007年底，阿里旺旺已成为中国“最具价值的即时通讯工具”，旺旺上的每位用户平均每天创造615元交易额，月均消费1364元，以2000多万的用户位列中国即时通讯工具三甲。2008年底，阿里旺旺用户过亿，实现用户数一年连翻五番，阿里旺旺因此成为继支付宝后，阿里第二个用户数过亿的平台。2013年1月29日，淘宝网推出千牛用以替代阿里旺旺卖家版，作为向淘宝网卖家提供的集各种辅助交易插件聊天应用。
2013年6月24日，阿里巴巴集团首席风险官邵晓锋在公司内部邮件中，以“保护公司信息”为由，要求员工即日起使用阿里巴巴自己的邮箱、即时通讯软件、社交网络服务等通讯产品，进行业务交流和资料传输。阿里旺旺作为阿里最主要的即时通讯软件，被媒体认为是“叫板腾讯QQ”。2014年12月，泸州老窖发现淘宝网上一网店售卖假冒伪劣的国窖1573酒，向湖北省武汉市江汉区人民法院提交诉讼。法官利用阿里旺旺与被告淘宝店主取得联系，将传票及相关材料的扫描件在线传输给相关店主，最终调解成功。2019年9月，火绒安全发现一起利用阿里旺旺升级漏洞植入病毒的攻击事件，在官方渠道下载的买家版软件均有这个漏洞。

## 特点
阿里旺旺不仅拥有即时沟通软件所需要的功能，而且根据淘宝的沟通需求加入网购相关的功能。截至2020年，阿里旺旺拥有Windows版和Mac版。手机版的软件称为旺信，有iOS版和Android版。聊天记录可与手机旺旺同步，拥有1年的消息漫游，并可实时保存，在淘宝网作为交易出现纠纷时的证据使用。

## 延伸阅读
- 阿里旺旺产品项目UED流程图